# Jack Challoner
Jack Challoner   (Halifax, 1 de gener de 1991) és un pilot de trial anglès. Va guanyar el Campionat del Món de trial júnior el 2010, el Campionat del Món juvenil el 2008, el Campionat d'Europa juvenil els anys 2006 i 2007 i el Campionat d'Europa el 2011.
Fill d'un prometedor pilot de speedway durant els anys 80, quan corria amb l'equip dels Sheffield Tigers, Challoner començà a pilotar una petita Honda QR 50 a 4 anys i a 7 començà a participar en trials infantils amb una TY80, que canvià el 2001 per una Gas Gas rookie de 80 cc. Va compaginar el trial en motocicleta amb el biketrial entre els 7 i els 13 anys, la qual cosa li va donar una bona tècnica i nivell de pilotatge. El 2002 es va comprar una Beta rev 3 125 cc i des d'aleshores ha pilotat sempre motocicletes de la marca italiana. El 2008, a suggeriment de John Lampkin (importador de la marca al Regne Unit), fitxà per l'equip Miton Top Trial per a pilotar oficialment la Beta rev 3 125.

## Palmarès
A 1 de gener de 2014
| Any          | Motocicleta  | C. del Món outdoor | C. del Món indoor | C. Britànic  | Altres              |
| ------------ | ------------ | ------------------ | ----------------- | ------------ | ------------------- |
| 2003         | Beta         | -                  | -                 | 1r Juvenil C |                     |
| 2004         | Beta         | -                  | -                 |              |                     |
| 2005         | Beta         | -                  | -                 | 1r Juvenil B |                     |
| 2006         | Beta         | -                  | -                 |              | C. d'Europa juvenil |
| 2007         | Beta         | -                  | -                 | 1r Juvenil A | C. d'Europa juvenil |
| 2008         | Beta         | -                  | -                 | -            | C. del Món juvenil  |
| 2009         | Beta         | -                  | -                 | 4t           |                     |
| 2010         | Beta         | -                  | -                 | -            | C. del Món júnior   |
| 2011         | Beta         | 9è                 | 6è                | 8è           | C. d'Europa         |
| 2012         | Beta         | 7è                 | 12è               | 16è          |                     |
| 2013         | Beta         | 10è                | 9è                | -            |                     |
| Total títols | Total títols | 0                  | 0                 | 3            | 5                   |

1. ↑  Al total de títols s'hi compten tots els campionats estatals o internacionals guanyats